# Eoloxozus sabroskyi
Eoloxozus sabroskyi är en tvåvingeart som beskrevs av Aczel 1961. Eoloxozus sabroskyi ingår i släktet Eoloxozus och familjen Neriidae.
Artens utbredningsområde är Peru. Inga underarter finns listade i Catalogue of Life.